# Madkom
Madkom SA – polska firma informatyczna z siedzibą w Gdyni działająca na rynku e-administracji. Spółka jest dostawcą i integratorem autorskiego oprogramowania typu Elektroniczne Zarządzanie Dokumentacją oraz systemów dziedzinowych wspomagających pracę urzędów administracji samorządowej.

## Historia
Madkom powstał w 1999 r. w Gdyni jako firma jednoosobowa o zasięgu trójmiejskim. Początkowo działalność firmy skupiała się na sprzedaży sprzętu komputerowego oraz świadczeniu usług informatycznych takich jak: instalacja sprzętu, budowa sieci, konfiguracja programów, systemów i urządzeń peryferyjnych. Rosnąca skala działalności firmy doprowadziła w 2005 r. do przekształcenia w Madkom Sp. z o.o. Niedługo po przekształceniu firma, w odpowiedzi na potrzeby rynku, opracowała dwa autorskie produkty informatyczne: Elektronicznego Obiegu Dokumentów oraz BIP, czyli Biuletyn Informacji Publicznej. Firma, zatrudniająca wówczas 5 osób, rozpoczęła sprzedaż nowego oprogramowania na terenie północnej Polski.
Duże powodzenie rynkowe nowych systemów spowodowało, iż zarząd firmy postanowił położyć większy nacisk na tworzenie autorskiego oprogramowania dla administracji, nie rezygnując jednocześnie ze sprzedaży sprzętu i usług instalatorskich. W 2006 roku Madkom został partnerem Pomorskiego Parku Naukowo-Technologicznego w Gdyni. W czerwcu 2011 roku utworzono Madkom SA, do którego Madkom Sp. z o.o. wniósł w formie aportu przedsiębiorstwo spółki. W dniu 9 sierpnia 2012r. Spółka Madkom SA zadebiutowała na NewConnect.

## Obecnie
Madkom SA posiada ponad 350 klientów w Polsce, a z wdrożonych przez Spółkę systemów korzysta ponad 25 000 użytkowników.
Centrala Spółki mieści się w Gdyni i zajmuje się obsługą podmiotów z Polski północnej natomiast Oddział w Krakowie odpowiedzialny jest za realizację projektów na południu kraju.
Z początkiem 2013 r. rozpoczęła działalność spółka celowa Emdesoft Sp. z o.o. zawiązana przez Madkom SA oraz Agencję Rozwoju Pomorza S.A.
Celem działalności Emdesoft Sp. z o.o. jest produkcja systemów informatycznych do zarządzania gospodarką odpadami.

## Marki
Spółka oferuje rozwiązania dla administracji samorządowej w ramach marki SIDAS, czyli Systemu Informatycznego dla Administracji Samorządowej
Najpopularniejsze z oferowanych rozwiązań Spółki to:
- SIDAS Elektroniczne Zarządzanie Dokumentacją – to oprogramowanie służące do zarządzania dokumentami, korespondencją, sprawami i poleceniami w urzędzie. System oparty jest na najnowocześniejszych technologiach zapewniających skalowalność, bezpieczeństwo i dużą szybkość działania[5].
- SIDAS Cyfrowy Urząd – to portal umożliwiający jednostkom administracji samorządowej świadczenie usług publicznych poprzez sieć Internet[6].
- SIDAS BIP – Biuletyn Informacji Publicznej[7]
- SIDAS Budżet – system informatyczny przeznaczony do planowania i realizacji budżetu jednostek administracji samorządowej. System umożliwia planowanie i realizację budżetu gminy, miasta, powiatu czy województwa w układzie zadaniowym[8].
- SAWPE - System Automatycznej Weryfikacj Podpisu Elektroniczego - system informatyczny służący do świadczenia niekwalifikowanych usług zaufania polegających na weryfikacji podpisu elektroniczego oraz poświadczenia doręczenia. System umożliwia świadczeni usług poprzez stronę www oraz poprzez WebAPI

## Nagrody i wyróżnienia[9]
- Rynkowy Lider Innowacji 2012
- Najwyższa Jakość Quality International 2011
- Przedsiębiorstwo Fair Play – 2007 – 2011 w tym złoty certyfikat w 2009 r. oraz złota statuetka 2011
- Nagroda Gryfa Medialnego 2010 w konkursie Gryfów Gospodarczych
- mercurius gedanensis 2009
- medal innowacje 2009
- medal innowacje 2008